# Lödöse södra
Lödöse södra (Lödöse południe) – przystanek kolejowy położony na południe od Lödöse, w Gminie Lilla Edet, w regionie Västra Götaland, w Szwecji. Najbliższa miejscowości to Alvhem w Gminie Ale. Dziennie zatrzymuje się tutaj 21 par pociągów regionalnych na trasie Göteborg C – Vänersborg.

## Historia
W 2006 roku Västtrafik zdecydowało się zbudować nową stację w Alvhem, na południe od Lödöse na wniosek gminy Lilla Edet. Początkowo planowano nazwać stację Tingberg, ale ostatecznie nazwano ją Lödöse södra.

## Linie kolejowe
- Vänerbanan